# Dardo Ortiz
Dardo Ortiz (Montevideo, 23 de setembre de 1915 - ibídem, 20 de març de 1990) fou un notari i polític uruguaià, pertanyent al Partit Nacional.
El 1939 es va graduar de notari per la Universitat de la República. Poc temps després va formar part del Partit Nacional, sector d'Herrerisme.
El 1965 va ser designat ministre d'Hisenda (avui Economia) del segon col·legiat del Partit Nacional, càrrec que va ocupar durant dos anys. Durant les eleccions de 1966 va ser candidat a vicepresident de la República, acompanyant a Martín Recaredo Echegoyen. En aquestes eleccions va tornar a ser elegit diputat.

El 1969 va participar en la creació de Per la Pàtria, grup liderat per Wilson Ferreira Aldunate. Durant les eleccions de 1971 va ser elegit senador. Abans del cop d'Estat de 1973, Ortiz va pronunciar un polèmic discurs:
| « | Hi haurà gent que envolti al nou poder com els corbs que esperen alimentar-se amb les nostres despulles. Seran els mateixos que els abandonaran com s'abandona el vaixell en el moment que creuen que està a punt d'enfonsar-se. Del que sí tinc seguretat senyor president és que quan el meu trànsit per aquest món hagi acabat, els meus fills seguiran sent els fills d'un home moral i intel·lectualment honrat. Sé que tots aquells que ens atabalen avui amb la seva prepotència i la seva covardia, incapaços de vèncer-nos amb raons, deixaran sens dubte una herència materialment quantiosa, però moralment miserable. Pobres ells! | » |

Després d'anys en la clandestinitat, va ser elegit diputat el 1987 i, durant les eleccions de 1989, va ser el senador més votat del seu partit, prenent jurament al president electe Luis Alberto Lacalle i morint pocs dies després, el 21 de març de 1990 com a conseqüència d'una leucèmia.